# Pohřební kaple Žarošských
Pohřební kaple Žarošských stojí v blízkosti kostela Nanebevzetí Panny Marie v ulici Vyškovská v Bučovicích v okrese Vyškov. Kaple je majetkem města Bučovice a v roce 2008 byla Ministerstvem kultury České republiky prohlášena kulturní památkou České republiky.

## Historie
Pohřební kaple byla původně postavena Michalem Žarošským napravo od kostela Nanebevzetí Panny Marie v roce 1693 a zasvěcena svatému Michalovi. V roce 1711 byla přestavěna měšťanem Fabianem Žarošským. V roce 1826 v souvislosti s rozšířením kostela a likvidací hřbitova byla kaple zrušena a postavena nová a větší. Při likvidaci staré kaple byly nalezeny pod náhrobníkem schody do hrobky s rakvemi. Na desce (náhrobníku) z hrobky Žarošských a Doležalů byl nápis:
„FVNDATOR IOAN DOLEZIAL

A. D. 1733“
(česky: Zakladatel Jan Doležel, Anno Domini 1733) .
Na původním místě v roce 1852 nechal vztyčit František Budík kříž.
V nové kapli byl oltář zasvěcený svatému Kříži.
Po druhé světové válce byla empírová kaple chráněnou památkou zapsanou do Státního seznamu kulturních památek v roce 1970 pod č. 7-3603: Kaple Žarošských. Její památková ochrana byla zrušena v roce 1977. Důvodem bylo postavení garáží pro SNB, ke kterému nedošlo. V roce 2008 byla kaple prohlášena za kulturní památku. V roce 2010 město Bučovice získalo dotaci na opravu kaple. Při opravě byly v první etapě zpevněny základy, provedeno odvodnění a odvětrání základů, aby se zabránilo sedání stavby a tím praskání zdí. Stavba byla stažena ocelovými lanky, aby nedošlo k dalšímu zvětšování trhlin ve zdech. V druhé etapě pak prošla celkovou rekonstrukcí. V roce 2015 město čerpalo na opravu kaple dotaci od ministerstva kultury ve výši 89 000 Kč.
V roce 2016 římskokatolická církev vznesla požadavek na vrácení kaple a 26 ha pozemků, jejichž vlastníkem bylo město Bučovice. Spor se nekonal, protože se dohledala kupní smlouva z roku 1982, kde církev převáděla kapli před demolicí do majetku města.
V kapli je zřízeno lapidárium pro staré náhrobníky snesené z okolních kostelů a hřbitovů. Mezi nejstarší patří náhrobník z druhé poloviny 15. století a nejmladší je z roku 1733.

## Popis
Pohřební kaple Žarošských je samostatně stojící empírová zděná omítaná stavba postavena na půdorysu obdélníku s pravoúhlý závěrem. V závěru (venkovní strana) je půlkruhový výklenek, ve kterém bylo umístěno sousoší Nejsvětější Trojice. Výklenek je přístupný třemi schody. Fasáda je zdobena oběžnými lizénami. V okapových stranách je prolomeno jedno okno lunetového tvaru. V ose průčelí je obdélný vchod, ke kterému vedou dva schody. Nad vchodem je návojová profilovaná římsa nesena na volutových konzolách a nad ní je umístěna původní pamětní deska. Na mramorové pamětní desce, která je umístěna nad vchodem do kaple, je nápis:
„ANNO 1693 D . 10 AVGVSTI WIS

TAWENA GEST TATO KAPLA KE CTI A CHWA

LE S . MICHALV ARCHANGELOWI A K ZADUSSI 

W PANV ODPOCZIWAGICIM DUSSEM WERNIM

NAKLADEM SLOWVTNEHO MVZE PANA

MICHALA ZAROSKIHO OBIWATELE MIE

STIS BVCZOWICH W KTEREZTO KAPLE

SE SWIM RODEM W PANV ODPOCZIWATI MA“
(česky: Roku 1693 dne 10 srpna vystavěna jest tato kaple ke cti a chvále svatému Michalu Archandělovi a k záduší v pánu odpočívajícím duším věrným. Nákladem slovutného muže pan Michala Žarošského obyvatele městyse Bučovic v kteréžto kapli se svým rodem v pánu odpočívati má).
Průčelí ukončuje trojúhelníkový štít s oválným oknem. Stanová střecha nad závěrem zvalbená je posazena na hlavní římsu. Nad vchodem na hřebeni střechy je posazený dřevěný čtyřboký sanktusník se stanovou čtyřbokou střechou přecházející v šestiboký jehlan. V sanktusníku byl zvon, který nesl nápis: „Gloria in excelsis Deo. 1693“ Zvon byl rekvírován v průběhu první světové války.